# Alimentazione phantom
Si dice fantasma la tecnica di alimentazione elettrica che transita lungo lo stesso cavo audio in cui passa un segnale audio o di altra tipologia.
L'alimentazione phantom veniva impiegata nelle prime versioni rudimentali di effetti elettronici. Alimenta spesso i circuiti di un microfono a condensatore. 
Pur avendo un'alta sensibilità, in questo modo si producono segnali elettrici a alta impedenza elettrica.
Qualsiasi scheda audio dotata di ingressi per microfoni ha un interruttore per l'alimentazione 48 Volt. 
In alcuni prodotti, è possibile disattivarla per blocchi di 4 o di 8 canali, quindi non è necessario doverla disattivare per ogni singolo canale.
Questo ha il grosso inconveniente di richiedere poi l'aggiunta di un preamplificatore nel microfono per trasferire il segnale via cavo, complicando enormemente l'impianto.
Possono essere dotati di un alimentatore specifico (come accade in moltissimi microfoni a condensatore valvolari) che attraverso un cavo multipolare fornisce le tensioni.

## Specifiche e storia
Il primo esempio commerciale di microfono con alimentazione phantom è il modello CMT 20 della Schoeps, del 1964, progettato secondo le specifiche di Radio France con un'alimentazione phantom di 9-12 volt. Questo microfono aveva il polo positivo collegato a massa, sistema noto come "phantom negativa". Questa tipo di alimentazione era disponibile all'epoca come opzione sui registratori Nagra della serie IV.
Nel 1966 la Neumann, azienda berlinese tuttora fornitrice di microfoni a condensatore di alta qualità, presentò una nuova serie di microfoni a transistor alla radio di stato norvegese. Per ragioni di compatibilità con l'apparecchiatura utilizzata, si richiese alla ditta che i microfoni fossero alimentati con alimentazione phantom. A causa delle poche ore giornaliere di sole nei mesi invernali, gli studi della radio utilizzavano un sistema elettrico ausiliario alimentato da un generatore centrale a 48 Volt: per questo motivo questo rimase il voltaggio standard per tale alimentazione, che più tardi fu standardizzata in Germania come DIN, e quindi internazionalmente come IEC 61938. Lo standard DIN prevedeva la possibilità di fornire un voltaggio di 12, 24 o 48 V, mentre nello standard IEC sono previste solo le possibilità 12 e 48.
Lo standard IEC stabilisce anche che l'alimentazione phantom deve poter fornire fino a 10 mA. Ciononostante, a causa anche del fatto che i primi microfoni a farne uso non consumavano più di 1 mA, moltissime unità in circolazione forniscono una corrente non maggiore di 2 mA per microfono. Questo può creare problemi con alcuni microfoni a condensatore moderni (alcuni modelli della Earthworks ad esempio richiedono effettivamente 10 mA per funzionare correttamente).

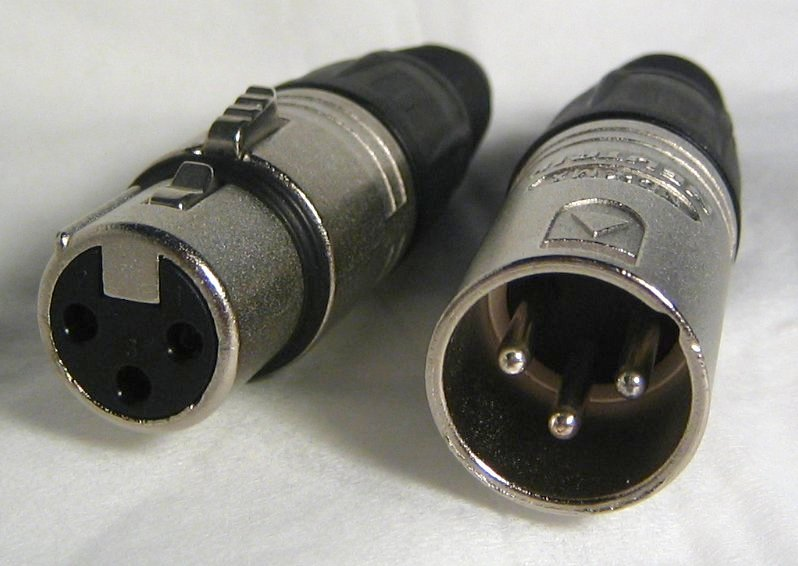
Connettore XLR femmina e maschio.

L'alimentazione phantom viene utilizzata su cavi a 3 conduttori, tipicamente forniti di connettori XLR . I due conduttori che portano il segnale fungono entrambi da poli positivi (garantendo così la compatibilità con i microfoni non alimentati o autoalimentati), mentre il terzo conduttore (la schermatura) funge da massa.
I due conduttori di segnale sono alimentati tramite due resistori di uguale valore (6,81 kΩ per 48 V, 1,2 kΩ per 24 V e 680 Ω per 12 V); il valore non è critico, ma è importante che i resistori siano di valore simile tra loro.

## Potenziali pericoli dell'alimentazione phantom
È opinione diffusa che l'alimentazione phantom rappresenti un pericolo per l'integrità dei microfoni dinamici o a nastro (che non siano particolari microfoni a nastro con uno specifico circuito attivo il quale necessita proprio di alimentazione Phantom). In realtà non si corre alcun rischio collegando un microfono alla presa XLR su cui è attivata, purché esso sia dotato di linea bilanciata, cioè abbia i poli positivo e negativo separati dalla massa.
Questo vale sia per microfoni con bilanciamento passivo mediante trasformatore o condensatori in serie, sia per microfoni a nastro con bilanciamento attivo mediante circuito di amplificazione (questi ultimi sono spesso ritenuti più fragili rispetto ai rischi dell'alimentazione phantom, ma in realtà, purché siano caricati su una linea bilanciata, non sono affatto più vulnerabili dei microfoni dinamici).
È invece probabile il danno se si sbilancia la linea, cortocircuitando a massa uno dei due cavi di segnale, corrispondenti al polo positivo della phantom. È pur vero che la corrente è limitata da una resistenza, che nel caso dei 48 V ha il valore di 6,81 kOhm, ma non sempre tale limitazione è sufficiente per preservare i delicati dispositivi dei microfoni dinamici o a nastro.
Per quanto riguarda il microfono a nastro, dotato di un nastro corrugato dello spessore di pochi micron, quando questo viene sollecitato, si muove all'interno di un campo magnetico; la perturbazione del campo magnetico genera una corrente indotta ai capi del nastro. La tensione è molto più bassa di quella che si genera in un dinamico, per cui è necessario caricarlo su un trasformatore con un rapporto in salita da 1:20 a 1:40 (vedi i trasformatori Cinemag CM 9887 e CM9888). Poiché non esiste microfono a nastro senza trasformatore di uscita, la Phantom non può fisicamente passare. Diverso è il caso della vecchia alimentazione a "T" detta anche "parallela", ormai in disuso da più di un lustro. Il pericolo di deformare il nastro e portarlo in parte fuori dalle linee di forza del campo magnetico, anche in posizione di riposo, è collegato all'alimentazione a "T". Di qui la confusione che si è ingenerata per molti anni.
Se nel circuito, a causa di condensatori in perdita o con una esr eccessiva, si verifica un disallineamento dei tempi di carica delle capacità, possono generarsi degli spike, che a differenza della continua, essendo dei picchi di alternata, passerebbero sull'avvolgimento del trasformatore visto dal nastro, inducendo su quest'ultimo una forza tale da fargli assumere uno spostamento eccessivo con conseguente deformazione.
Anche qui vale considerazione per la quale l'impulso si troverebbe a dover superare un trasformatore in discesa, con la conseguenza di diminuire considerevolmente la sua ampiezza, e quindi la sua pericolosità. 
Ricordiamoci che comunque in questi casi stiamo parlando di un circuito guasto, che produce anomalie e che quindi va riparato e non utilizzato.
Quando si utilizza un microfono a nastro è quindi buona norma cercare di evitare l'uso dell'alimentazione phantom, ma se per sbaglio dovesse capitare (per esempio se non fosse disinseribile) la probabilità di rovinare il microfono sarebbe praticamente inesistente.